# Кар'єр (зупинний пункт, Південна залізниця)
Кар'є́р — залізничний пасажирський зупинний пункт Куп'янської дирекції Південної залізниці.
Розташований поблизу сіл Грушівка та Василівка Куп'янський район, Харківської області на лінії Коробочкине — Куп'янськ-Вузловий між станціями Прокопівка (6 км) та Старовірівка (4 км).
Станом на травень 2019 року щодоби три пари приміських електропоїздів здійснюють перевезення за маршрутом Куп'янськ-Південний — Гракове/Харків-Пасажирський.